# Europese kampioenschappen powerlifting 1987 (heren)
De Europese kampioenschappen powerlifting 1987 voor heren waren door de European Powerlifting Federation (EPF) georganiseerde kampioenschappen voor powerlifters. De 10e editie van de Europese kampioenschappen vond plaats in het Britse Birmingham van 2 tot en met 4 mei 1987.

## Uitslagen
| klasse   | Goud             | Zilver            | Brons            |
| -------- | ---------------- | ----------------- | ---------------- |
| -52 kg   | Kari Ojalehto    | John Clay         | Ian Maxwell      |
| -56 kg   | Yrjö Haatanen    | Bernd Von Döllen  | Bernard Vincent  |
| -60 kg   | Gerard Tromp     | Lucien De Faria   | Clint Lewis      |
| -67,5 kg | Eddie Pengelly   | Stefan Nentis     | Steinar Fredheim |
| -75 kg   | Jarmo Virtanen   | Mike Duffy        | Hannu Malinen    |
| -82,5 kg | Eric Coppin      | Thomas Ward       | Ove Hansen       |
| -90 kg   | Juha Hyttinen    | Kenneth Mattsson  | David Caldwell   |
| -100 kg  | Anthony Stevens  | Johnny Melander   | Hugo De Grauwe   |
| -110 kg  | John Neighbour   | Bjorn Kristiansen | Samuli Kivi      |
| -125 kg  | Lars Norén       | Sean Spillane     | Soren Oldenburg  |
| +125 kg  | Yngve Gustavsson | Kyösti Vilmi      | Gerard du Prie   |